# Окситанская партия

Флаг Окситании

Оксита́нская па́ртия (Partit Occitan) — регионалистская политическая партия Франции. Окситанская партия была организована в Тулузе в 1987 в результате слияния окситанских движений, таких как Volem Viure al Païs, Païs Nòstre, и т. д. 
Основной программной целью является организация окситанского политического движения, независимого от политики других партий, и выступающего за широкую автономию для Окситании. Кроме того, программа включает экологические и социал-демократические элементы.
Окситанская партия входит в Европейский свободный альянс, который имеет несколько депутатских мест в Европарламенте.